# Tibraide Tirech
Tibraide Tirech („Patriota”) – legendarny król Ulaidu z dynastii Milezjan (linia Ira, syna Mileda) w latach 192-222, przodek dynastii Dál nAraidi, syn króla Ulaidu i zwierzchniego króla Irlandii Mala mac Rochraide oraz Aine, córki króla Sasów.
Informacje o jego rządach z Emain Macha w Ulaidzie czerpiemy ze źródeł średniowiecznych. W „Laud 610”, manuskrypcie z XV w., zanotowano na jego temat: Tipraite m[a]c Máil .xxx. blī[adn]a (fol. 107 b 7), zaś w „Rawlinson B 502” (XII w.) Tipraita m[ac] Máil .xxx. [bliadna] (faksym. 157). Zapisano tam małymi literami rzymską cyfrę XXX, oznaczającą trzydzieści lat panowania. Błędnie umieszczono go po ojcu Malu, zamiast po Bressalu II Breccie, bracie stryjecznym. Bowiem lista królów Ulaidu nie synchronizuje z listą władców Irlandii. Roczniki Czterech Mistrzów podały, że Tibraide zabił arcykróla Irlandii Conna Stu Bitew, podczas królewskich przygotowań do Feis Teamrach, w Tuath Amrois. Działo się to, według nowej chronologii, w 212 r. Tibraide pozostawił po sobie syna Fergusa Gallena (lub Foglasa), a przez niego wnuka Aengusa I Goibnenna, następcę na tronie Ulaidu. 